# Imperivm Online
Imperivm Online es un videojuego de estrategia en tiempo real y de construcción de ciudades, desarrollado por Haemimont Games y distribuido por FX Interactive.
El juego tiene el mismo sistema, motor y gráficos que Imperivm Civitas III, pero con la posibilidad de jugarlo en línea contra usuarios reales de todo el mundo o de una región determinada. Para esto, la empresa búlgara Haemimont Games tuvo que perfeccionar el motor de juego del Imperivm Civitas para que fuera capaz de ser estable en línea. Aparte de eso, también se perfeccionó la estrategia militar (ya que es el aspecto más atractivo de esta versión del juego) y se añadió el sistema social al juego.
Actualmente está disponible la liga Imperivm, la competición internacional desarrollada por FX Interactive.